# Robert Z. Leonard
Robert Zigler Leonard (ur. 7 października 1889 w Chicago, zm. 27 sierpnia 1968 w Los Angeles) – amerykański reżyser, aktor, scenarzysta i producent filmowy. 
Był dwukrotnie; w 1931 i 1937, nominowany do Oscara za reżyserię filmów: Rozwódka (1930) i Wielki Ziegfeld (1936). Zanim na dobre zajął się reżyserią zagrał w przeszło 100 filmach niemych.

## Filmografia
Reżyseria:
- Marianne (1929)
- Rozwódka (1930)
- Zuzanna Lenox (1931)
- Tańcząca Wenus (1933)
- Kłopoty milionerów (1935)

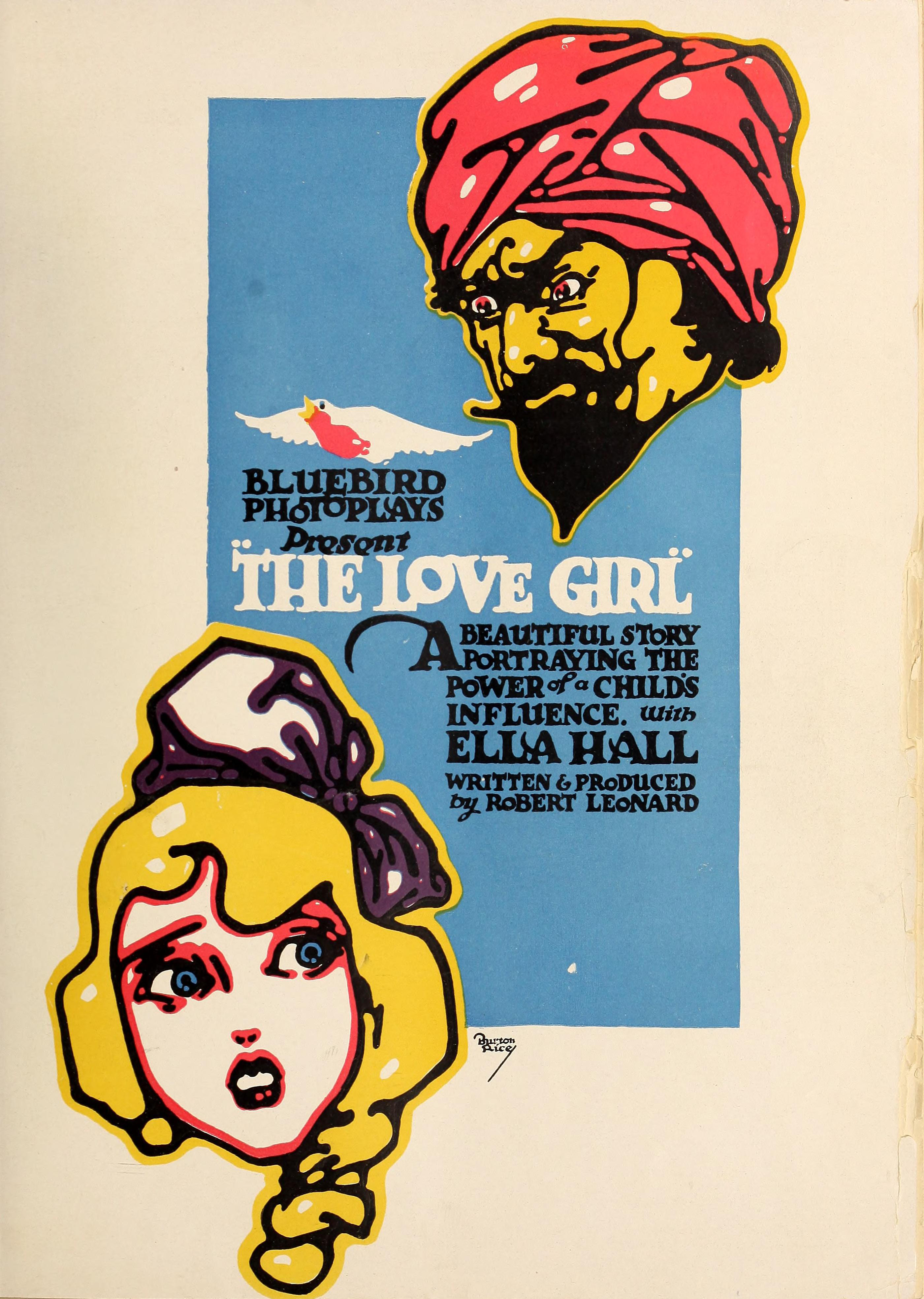
The Love Girl (1916)

- Wielki Ziegfeld (1936; inny polski tytuł - Król kobiet)
- Gdy kwitną bzy (1937)
- Dziewczyna ze Złotego Zachodu (1938)
- Duma i uprzedzenie (1940; inny polski tytuł - W pogoni za mężem)
- Kulisy wielkiej rewii (1941)
- Weekend w hotelu Waldorf (1945)
- Tajemnicze serce (1946)
- Dziewczyna z Chicago (1949)
- Łapówka (1949)
- Królewski złodziej (1955)
- Najpiękniejsza kobieta świata (1955; inny polski tytuł - Piękna i niebezpieczna)